# Vixivanka

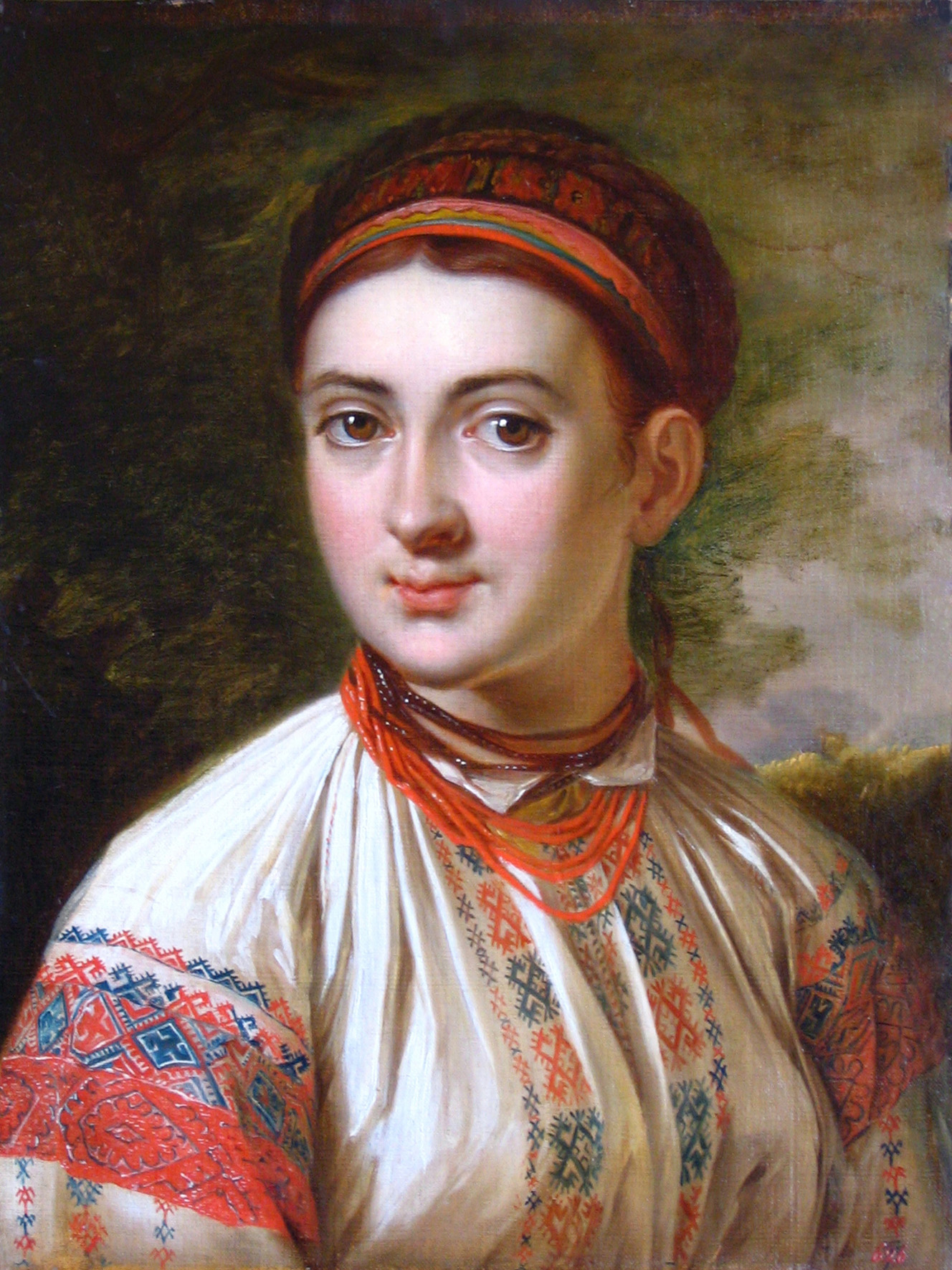
Vasili Tropinin, dama de Podolia, abans de 1821. Una dona amb vixivanka

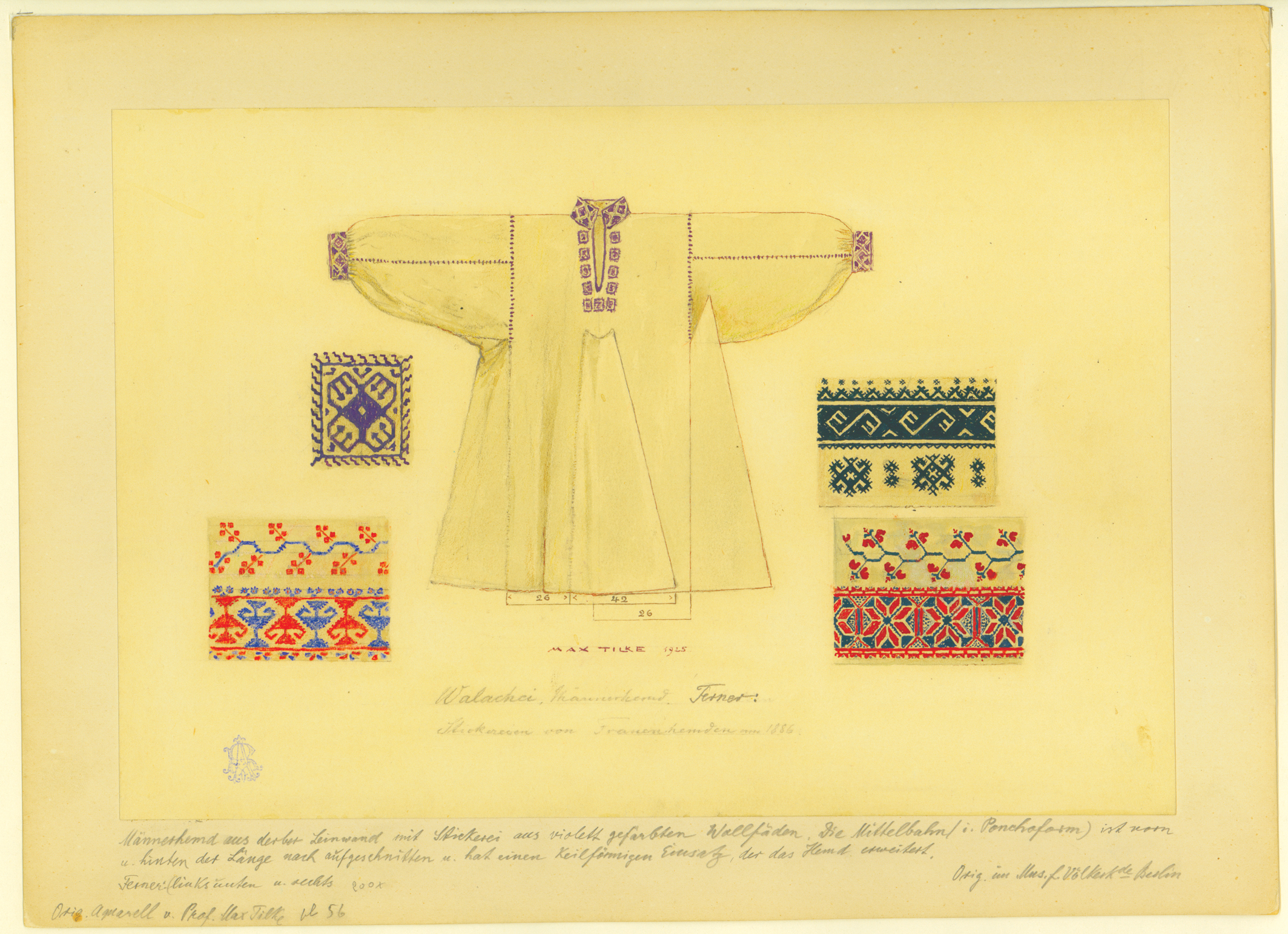
Estructura bàsica de la roba

La vixivanka o vixívanka (ucraïnès: вишива́нка [ʋɪʃɪˈʋɑnkɐ] o виши́ванка [ʋɪˈʃɪʋɐnkɐ], belarús: вышыванка) és una la camisa brodada en vestits nacionals ucraïnesos i belarussos. La vixivanka ucraïnesa es distingeix per les característiques del brodat local específic del brodat ucraïnès.

## Etimologia
La paraula "vixivanka" prové de вишива́ти (vyšyváti, "brodar") i -а́нка (-ánka), que significa "alguna cosa que està brodada".
A les traduccions a l'anglès de textos ucraïnesos, la paraula "ixivanka" és un préstec. De la mateixa manera que la falda escocesa parla del seu origen escocès, o els mocassins s'atribueixen a l'herència dels nadius americans, vixivanka defineix amb orgull els ucraïnesos.

## Vixivankas ucraïnesos

### Brodats
El brodat és un element fonamental del vestit popular ucraïnès en ambdós sexes. :16 La vyshyvanka ucraïnesa es distingeix per les característiques del brodat local específiques del brodat ucraïnès:
| «          | La vixivanka no només parla del seu origen ucraïnès sinó també de la regió particular en què es va fer. Es pot detectar d'on prové una persona per la roba. El brodat és, per tant, una artesania important dins d'Ucraïna i existeixen diferents tècniques per adaptar-se als estils locals amb els seus propis patrons i colors particulars. Tradicionalment, el fil s'acoloria segons fórmules locals utilitzant escorça, fulles, flors, baies, etc. D'aquesta manera, l'entorn local es reflecteix literalment en el color dels brodats. | » |
| — JJ Gurga | |   |

En el brodat ucraïnès, els colors negre, vermell i blanc són bàsics, i el groc, blau i verd són complementaris.
Al territori d'Ucraïna, el brodat ja existia al segle V aC, i era una creació de belles arts escites. Ucraïna és famosa a tot el món pels seus brodats molt artístics. És important que el brodat avui en dia utilitzi l'art popular com a font sense alterar els punts ni els colors perquè cada canvi devalua una peça de brodat i la distorsiona. :278

### Influència artística

#### Altres vestits nacionals
El vestit dels colons ucraïnesos des del segle XVII havia influït amb tota seguretat en la vestimenta del sud de Rússia, de manera que les mànigues de les camises de nenes i dones joves estaven decorades amb brodats geomètrics en negre o vermell.

#### Alta moda
Durant la Setmana de la Moda de París 2015, la dissenyadora de moda ucraïnesa Vita Kin va aparèixer a la revista Vogue i a Harper's Bazaar per presentar vyshyvanky com a dissenys moderns d’estil bohemi que van atreure icones de la moda com Anna Dello Russo, Miroslava Duma i Leandra Medine. El dissenyador va transformar la camisa vixivanka en una versió més moderna. Va mantenir la forma tradicional, però va canviar el brodat agafant en préstec alguns elements de ruxnyk ucraïnès i tèxtils per a la llar.
En el seu número de maig dels Estats Units, Vogue va escriure que la vixivanka "ha anat molt més enllà dels països d'Europa de l'Est". The Times de Londres la va declarar "la peça de roba més sol·licitada d'aquest estiu [2016]", poc després el New York Times va aconsellar als lectors que s'aprovisionessin d'aquesta moda "top de l'estiu". L'actriu francesa Melanie Thierry va portar una vixivanka al Festival de Cannes 2016. La reina Màxima dels Països Baixos va portar un vestit de vixivanka quan va visitar els Jocs Olímpics d'Estiu de 2016.

### Significat

#### Creences tradicionals
Vixivanka s'utilitza com a talismà per protegir la persona que el porta i per explicar una història. Un patró geomètric teixit en el passat afegint fils vermells o negres al fil lleuger es va imitar més tard mitjançant el brodat, i es creia que tenia el poder de protegir una persona de tot dany. Hi ha una dita en ucraïnès "Народився у вишиванці" que es tradueix com algú va néixer amb vixivanka. S'utilitza per emfatitzar la sort d'algú i la capacitat de sobreviure en qualsevol situació.

#### Patriotisme

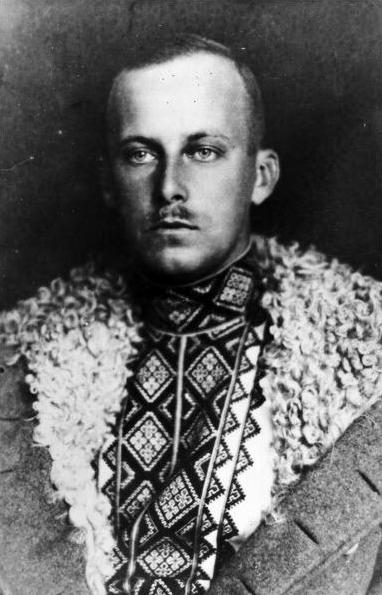
L'arxiduc Guillem porta una vixivanka

L'arxiduc Guillem d'Àustria era un patriota ucraïnès que preferia portar la vixivanka i, per tant, era conegut en ucraïnès com Vasyl Vyshyvanyi (Basili el Brodat). La plaça Vyshyvanoho va rebre el seu nom a la ciutat de Lviv.
Vixivanka i altres símbols nacionals es van fer extremadament populars a Ucraïna després de l'Euromaidan, fins i tot a les comunitats LGBT que assenyalaven la seva pertinença a la nació.
La vixivanka no està present en el vestit tradicional de les dones russes amb el sarafan que consisteix en una faldilla llarga i plena que penja just per sota dels braços amb corretges o un cosit molt abreujat que el subjecta sobre les espatlles.

#### Celebració
El Dia de la Vixivanka es va originar l'any 2006 a la Universitat Nacional de Txernivtsi per la seva estudiant Lesia Voroniuk i es va convertir gradualment en internacional com el Dia Internacional de Vixivanka. Se celebra el tercer dijous de maig. Té la intenció d'unir tots els ucraïnesos del món, independentment de la religió, la llengua que parlin o el lloc de residència. És un dia de festa flash mob, que no es relaciona amb cap dia festiu. En aquest dia, molts ucraïnesos porten vixivanka per demostrar el seu compromís amb la idea d'identitat i unitat nacionals i per mostrar el seu patriotisme. Els funcionaris estatals, inclosos els municipals, els tribunals i els funcionaris del govern i el cap de l'estat, poden participar en la celebració.

## Vixivankas belarusses
La vixivanka és considerada com un símbol nacional tant pels membres del govern com per l’oposició, i el ministre d'Afers Exteriors, Vladimir Makei, va dir el 2017: "Els patrons utilitzats per brodar aquestes samarretes mai no han promogut la violència ni el mal. Ben al contrari, promouen la bondat i la pau. Reflecteixen la mentalitat del poble belarús, el nostre esperit." A diferència d'Ucraïna, on les característiques del brodat es determinen principalment per la regió, la vixivanka belarús està brodat segons la història nacional i personal, i també s'utilitza sovint per registrar informació. També s'afirma habitualment que la vixivanka ajuda a allunyar els mals esperits.
Durant les protestes belarusses de 2020-2021, la vixivanka es va convertir en un símbol de l'oposició belarussa, així com de la identitat nacional belarussa en general. El lloc web en línia Vyzhyvanka (de vyshyvanka i belarús: Выжываць) de l'artista belarussa-txeca Rufina Bazlova es va assenyalar com un símbol significatiu del moviment de protesta.

## Galeria

### Vixivanka ucraïnesa
- Immigrants rutens al Canadà el 1911 amb roba tradicional.
- Una postal impresa el 1916 amb una camperola ucraïnesa amb vixivanka i corona ucraïnesa.
- La desfilada de vixivanka: un esdeveniment popular a la Moderna Ucraïna.
- vixivanka estil Bucovina.